# Max Isserlin (Mediziner, 1879)

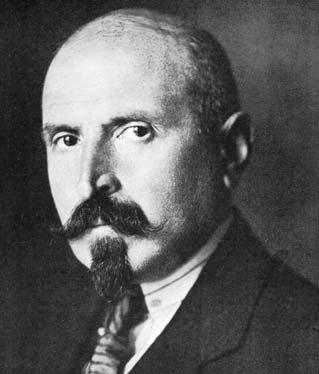
Max Isserlin um 1920

Max Isserlin (geboren am 1. März 1879 in Königsberg (Preußen); gestorben am 4. Februar 1941 in Sheffield, England) war ein deutscher Neurologe.

## Leben
Er habilitierte sich 1910 in München für Psychiatrie und Neurologie und war dort ab 1915 außerordentlicher Professor. Von 1924 bis 1933 war er Chefarzt der Heckscherschen Nervenheil- und Forschungsanstalt. Nach der Machtübergabe an die Nationalsozialisten 1933 wurde er aus dem bayerischen Staatsdienst entlassen. Er emigrierte in Schweiz und später nach England.